# Tolna Éva
Tolna Éva (Margitta, 1939. január 21. – Kolozsvár, 2014. december 18.) erdélyi tanár, költő, író, művelődésszervező, Könczei Ádám felesége.

## Életútja
Középiskolai tanulmányait a nagyváradi Klasszikus Magyar Vegyes Líceumban végezte (1955), majd néhány évi tanítás után 1963-ban a BBTE-n szerzett magyar szakos tanári diplomát. 1955–63 között helyettes tanárként tanított Monospetriben, Gyergyószentmiklóson, Egeres-gyártelepen, Csokalyon; az egyetem elvégzése után egy évig korrektor volt a Tanügyi és Pedagógiai Könyvkiadó kolozsvári szerkesztőségében, 1966–69 között helyettes tanár az Ady–Şincai Líceumban és a Süketnéma Iskolában, 1970–71 között a szucsági Általános Iskolában; 1972–85 között – végig helyettes tanárként – összesen húsz kolozsvári iskolában, végül 1985-től nyugdíjazásáig (1995) kinevezett tanárként tanított a Brassai Sámuel Elméleti Líceumban (és közben 1988-ban helyettesként a Zeneművészeti Líceumban).

## Munkássága
Tanári munkája mellett folyamatosan dolgozott azon, hogy a magyar népi kultúrát diákjaihoz közelebb hozza, 1985-ben létrehozta a Bogáncs Néptáncegyüttest, amelynek keretében továbbvivője, megújítója a táncházmozgalomnak. E munkásságának elismeréséül 1992-ben az EMKE Éghy Ghyssa-díjával, 1997-ben a Romániai Magyar Pedagógusok Szövetsége kiváló oktatói-nevelői díjjal tüntette ki.
Első írásait a Napsugár közölte 1965-ben, s azóta is legszívesebben a gyermekeknek ír; később cikkei jelentek meg az Igazságban és a Szabadságban, az Erdélyi Figyelőben, Erdélyi Híradóban, az Irodalmi Jelenben, a Korunkban is.
1990-től szerkesztette a Bogáncs Néptáncegyüttes időszaki kiadványát, a Bogáncsot, gondozásában és válogatásában jelent meg Könczei Ádám naplója (Házatlan csiga. 1946–1983. Kolozsvár, 1998). Általa szerkesztett kötetek: Kolozsi Gergely István: Kolozsi mesék (Kolozsvár, 1996); Csősz Irma: Rhédeyek és Fráterek (Kolozsvár, 2000); Elődeink (Kolozsvár, 2001; bővített kiad. 2002); Ló a padláson (rokon népek meséi, Kolozsvár, 2002).

### Kötetei
- Furfangos szavak (Kolozsvár, 1995)
- Hol árulnak szeretetet? (Kolozsvár, 1998)
- Közös játék, közös öröm (Kolozsvár, 2000)
- A hintaszék meséje (Csíkszereda, 2002)
- Amikor a kő is lágy volt (Kolozsvár, 2002)
- Iskoláról iskolára (Sepsiszentgyörgy, 2006)
- Aranylakodalom (Exit Kiadó, Kolozsvár 2010)[3]

### Díjai
- Éghy Ghyssa-díj, EMKE, 1992
- Romániai Magyar Pedagógusok Szövetsége kiváló oktatói-nevelői díja, 1997
- Magyar Arany Érdemkereszt, 2012